# Owen de la Pole
Owen de la Pole (auch Owain ap Gruffydd ap Wenwynwyn) (* nach 1241; † 1293) war ein walisischer Adliger. 
Owen de la Pole war als Owain ap Gruffydd der älteste Sohn von Gruffydd ap Gwenwynwyn und dessen Frau Hawise Lestrange. Sein Vater war Lord der walisischen Herrschaft Powys Wenwynwyn. Wegen seiner Opposition zu Fürst Llywelyn von Wales musste er 1274 seinen ältesten Sohn Owen als Geisel stellen. Nach der englischen Eroberung von Wales 1283 durfte sein Vater als einer der wenigen englischen Verbündeten seine Herrschaft nach dem Recht der Welsh Marches als Marcher Lord behalten. Owen selbst diente als Knight Banneret im Haushalt des englischen Königs, was für einen Waliser damals sehr ungewöhnlich war. Nach dem Tod seines Vaters übernahm er um 1287 die Herrschaft in Powys Wenwynwyn. Angeblich soll er seine Herrschaft dem König Eduard I. übergeben haben, der sie ihm dann als Lehen zurückgab. Dafür gibt es allerdings keinen Nachweis. Allerdings setzte Owen die von seinem Vater begonnene Umwandlung der walisischen Herrschaft in eine feudale Baronie mit dem Hauptort Welshpool fort. Er legte auch seinen traditionellen walisischen Namen ab und benannte sich nach Welshpool, in dessen Nähe seine Residenz Powis Castle lag.
Owen heiratete die englische Adlige Joan Corbet, eine Tochter von Sir Robert Corbet. Mit ihr hatte er mindestens zwei Kinder:
- Hawyse ap Owen (* 25. Juli 1290; † zwischen August 1345 und 1353) ⚭ John Cherleton, 1. Baron Cherleton
- Gruffydd ap Owen (* um 1291; † vor 25. Juni 1309)

Sein Erbe wurde zunächst sein minderjähriger Sohn Gruffydd, nach dessen frühen Tod wurde gemäß dem englischen Erbrecht seine Tochter Hawise seine Erbin. Dies führte zu einem Streit mit Owens Bruder Gruffydd ap Gruffydd, der gemäß dem walisischen Erbrecht die Herrschaft beanspruchte. Schließlich blieb Hawise die Erbin der Ländereien von Owen de la Pole.